# Chile i olympiska vinterspelen 2018
Chile deltog i de olympiska vinterspelen 2018 i Pyeongchang, Sydkorea, med en trupp på sju atleter (tre män, fyra kvinnor) fördelat på tre sporter.
Vid invigningsceremonin bars Chiles flagga av alpina skidåkaren Henrik Von Appen.